# Флаг Троицка (Москва)
Флаг муниципального образования городской округ Тро́ицк в Троицком административном округе города Москвы Российской Федерации.

Флаг утверждён 17 апреля 2004 года, как флаг муниципального образования «Город Троицк» Московской области (с 1 января 2006 года — муниципальное образование «город Троицк Московской области»; с 5 апреля 2007 года — город Троицк Московской области; с 1 июля 2012 года — внутригородское муниципальное образование города Москвы городской округ Троицк), и внесён в Государственный геральдический регистр Российской Федерации с присвоением регистрационного номера 1474.
Решением Совета депутатов городского округа Троицк от 5 апреля 2018 года № 73/16, данный флаг был переутверждён флагом городского округа Троицк.

## Описание
«Флаг муниципального образования „Город Троицк“ представляет собой прямоугольное полотнище с отношением ширины к длине 2:3, разделённое по горизонтали елеобразно на две неравные горизонтальные полосы — верхнюю голубую, составляющую 1/3 ширины полотнища и нижнюю зелёную, составляющую 2/3 ширины полотнища, несущую в центре изображения фигур из герба муниципального образования „город Троицк“ — белого отвлечённого острия, обременённого шестью голубыми поясами, расширяющимися и сближающимися книзу, и поверх поясов — зелёным листом берёзы, составляющих 2/3 ширины флага.».

## Обоснование символики
Современный Троицк — многоотраслевой научно-производственный центр Российской академии наук, что показано на флаге геральдическими фигурами — белым остриём и шестью голубыми поясами.
Зелёный (берёзовый) лист — символ плодородия, роста, надежды обновления и молодости города. 
- Еловые вершины аллегорически символизирует жизненную силу, долголетие, самообладание. Зелёное поле флага, ёлки с выделяющимися вершинами подчёркивают расположение города в лесистой местности у реки Десна.

- Зелёный цвет символизирует изобилие, надежду, радость.
- Город Троицк (статус города: с 1977 года) ведёт свою историю с конца XVII века: Троицк возник на месте села Троицкое (Богородицкое) и получил своё развитие в связи с основанием с 1797 году суконной фабрики, выросшей в начале XX века в крупное мануфактурное предприятие (ныне — Троицкая камвольная фабрика).

Остриё (пирамида) аллегорически символизирует знания, мудрость, точные науки.
Пояса аллегорически указывают разные отрасли науки (имеется в виду расположение в Троицке нескольких НИЦ, ориентированных на разных отраслях науки, таких как ИЯИ, ТИСНУМ, ТРИНИТИ, ИЗМИРАН и т. д.).
- Белый цвет (серебро) — символ веры, чистоты, искренности, чистосердечности, благородства, откровенности и невинности.

- Голубой цвет (лазурь) — символ возвышенных устремлений, мышления, искренности и добродетели.